# Rikard Lekander
Henrik Nils Rikard Lekander, född 27 december 1984 i Umeå, är en svensk skådespelare, regissör, dramatiker och teaterchef. 

## Biografi
Lekander växte upp i Umeå och studerade på Teaterhögskolan i Malmö 2004-2008. Efter teaterhögskolan reste han till Kalifornien för specialstudier vid teaterskolan Dellarté i Blue Lake och vid Thrillpeddlers i San Francisco, USA:s mest renommerade Grand Guignol ensemble. Han startade därpå Sveriges första professionella skräckteater, Farozonen 2009 med inspiration från skräckromantik och Grand Guignol i Paris. Farozonens första produktion var Blodvemberfest med två enaktare, Väntar på dig och Fyrvaktarna med premiär på Teatr Weimar i Malmö vid Halloweentid 2008. Han ingick en tid i scenkonstkollektivet Teatr Weimar i Malmö innan han började som skådespelare på Dramaten.
Som regissör har han på Malmö Stadsteater hösten 2012 gjort Gengångare & zombies, en vidarediktad specialversion av Henrik Ibsens Gengångare med Ann Petrén i huvudrollen. På Unga Dramatens Elverket satte han hösten 2013 upp Gustav Tegbys skräckmusikal Necronomicon efter HP Lovecrafts berättelse om Necronomicon. Han har också regisserat ett flertal produktioner på bland annat Smålands Musik och Teater, Teater Västmanland, Skuggteatern, Profilteatern, Örebro länsteater, Helsingborgs Stadsteater, Teater 23, moment:teater, Malmö dockteater och Uppsala Stadsteater.
2015 regisserade han urpremiären av Staffan Göthes pjäs En slavisk dans på Örebro länsteater i samarbete med Teater Västmanland. Våren 2016 iscensatte han den egna dramatiseringen  av Gustav Meyrinks roman Golem, på Malmö dockteater. Våren 2017 regisserade han på Teater 23 högstadieföreställningen Fulet efter John Ajvide Lindqvists novell med samma namn. Senare samma vår regisserade han Dr. Moreaus ö på moment:teater; dramatiseringen av H.G. Wells roman gjorde han tillsammans med Andreas Boonstra.
Hösten 2017 satte han upp en egen dramatisering av Selma Lagerlöfs Gösta Berlings saga på Göteborgs Stadsteater.
Lekander var tidigare verksam som konstnärlig ledare på Örebro Teater.
Våren 2024 tillträder han som konstnärlig ledare på Byteatern.
Rikard Lekander är dotterson till Bengt Andersson, en av de medverkande i TV-programmet Sant & Sånt.

## Teater

### Roller
| År   | Roll       | Produktion | Regi             | Teater                           |
| ---- | ---------- | --- | ---------------- | -------------------------------- |
| 2005 |            | Jean Paul Marat förföljd och mördad så som det framställs av patienterna på hospitalet Charenton under ledning av Herr Sade (Die Verfolgung und Ermordung Jean Paul Marats, dargestellt durch die Schauspielgruppe des Hospizes zu Charenton unter Anleitung des Herrn de Sade) Peter Weiss | Nils Poletti     | Turteatern                       |
| 2006 | Niklas     | Klimax Lisa Langseth | Öllegård Goulos  | Dramaten                         |
| 2006 |            | Cleansed Sarah Kane | Kjersti Horn     | Dramatiska institutet            |
| 2007 |            | VD Stig Larsson | Henric Holmberg  | Teaterhögskolan i Malmö          |
| 2007 | Ferdinand  | Oskuld och arsenik Carl Jonas Love Almqvist | Erik Holmström   | Turteatern                       |
| 2008 |            | Blodvemberfest: Fyrvaktarna (Gardiens de phare) Paul Autier och Paul Cloquemin | Rikard Lekander  | Farozonen                        |
| 2009 |            | Hole in one Niclas Ekström | Robert Jelinek   | Regionteatern Blekinge Kronoberg |
| 2009 |            | Stirraren - en kärlekshistoria Irena Kraus | Jörgen Dahlqvist | Dramaten/ Teatr Weimar           |
| 2009 | Vännen Gam | Askungen Sofia Fredén | Malin Stenberg   | Dramaten                         |
| 2010 | Lodjuret   | Inferno Peter Weiss | Nils Poletti     | Dramaten                         |
| 2011 | Happu      | En egen ö Laura Ruohonen | Jenny Andreasson | Dramaten                         |
| 2011 | Ricky      | Natten är dagens mor Lars Norén | Björn Melander   | Dramaten                         |
| 2012 |            | Säg att du är hungrig Kajsa Giertz och Irena Kraus | Kajsa Giertz     | Dramaten                         |
| 2021 |            | I ett fält av guld Jörgen Dahlqvist | Jörgen Dahlqvist | Örebro länsteater (digitalt)     |

### Regi
| År   | Produktion                                                              | Upphovsmän                                                             | Teater                                        |
| ---- | ----------------------------------------------------------------------- | ---------------------------------------------------------------------- | --------------------------------------------- |
| 2008 | Blodvemberfest: Väntar på dig                                           | Jens Peter Karlsson                                                    | Farozonen                                     |
| 2008 | Blodvemberfest: Fyrvaktarna Gardiens de phare                           | Paul Autier och Paul Cloquemin                                         | Farozonen                                     |
| 2012 | Gengångare och zombies                                                  | Henrik Ibsen och Gustav Tegby Översättning Klas Östergren              | Malmö stadsteater                             |
| 2013 | Utbrott                                                                 | Gustav Tegby                                                           | Profilteatern                                 |
| 2013 | Necronomicon                                                            | H.P. Lovecraft Dramatisering Gustav Tegby                              | Dramaten                                      |
| 2013 | En julsaga A Christmas Carol in Prose, Being a Ghost-Story of Christmas | Charles Dickens Dramatisering Rikard Lekander                          | Uppsala stadsteater                           |
| 2014 | Frankenstein Frankenstein; or, The Modern Prometheus                    | Mary Shelley Dramatisering Rikard Lekander                             | Helsingborgs stadsteater                      |
| 2015 | Besatt                                                                  | Gustav Tegby                                                           | Smålands Musik och Teater                     |
| 2015 | En slavisk dans                                                         | Staffan Göthe                                                          | Örebro länsteater                             |
| 2016 | Golem Der Golem                                                         | Gustav Meyrink Dramatisering Rikard Lekander                           | Malmö stadsteater                             |
| 2017 | Fulet                                                                   | John Ajvide Lindqvist Dramatisering Gustav Tegby                       | Teater 23                                     |
| 2017 | Dr. Moreaus ö The Island of Doctor Moreau                               | H.G. Wells Dramatisering Rikard Lekander och Andreas Boonstra          | Moment:teater                                 |
| 2017 | Gösta Berlings saga                                                     | Selma Lagerlöf                                                         | Göteborgs stadsteater                         |
| 2018 | Bortbytingen                                                            | Selma Lagerlöf Dramatisering Rikard Lekander                           | Regionteatern Blekinge Kronoberg/ Riksteatern |
| 2019 | Flickan med svavelstickorna Den lille Pige med Svovlstikkerne           | H.C. Andersen Dramatisering Rikard Lekander                            | Backa Teater                                  |
| 2019 | Pelikanen                                                               | August Strindberg                                                      | Dalateatern                                   |
| 2021 | Vem är rädd för Virginia Woolf? Who's Afraid of Virginia Woolf?         | Edward Albee Översättning Östen Sjöstrand                              | Örebro länsteater                             |
| 2022 | Jekyll vs Hyde                                                          | Gustav Tegby                                                           | Dalateatern/ Örebro länsteater                |
| 2022 | Dödsfällan Death Trap                                                   | Ira Levin Översättning Robert Fors                                     | Örebro länsteater                             |
| 2023 | Under fullmånen                                                         | Lisa Förare Winbladh Dramatisering Rikard Lekander och Cecilia Milocco | Regionteatern Blekinge Kronoberg/Riksteatern  |